# Lea Ribarič
Lea Ribarič (ur. w 1974 roku w Škofjej Loce – zm. 16 kwietnia 1994 w Laze v Tuhinju) – słoweńska narciarka alpejska, brązowa medalistka mistrzostw świata juniorów.

## Kariera
Największy sukces w karierze Lea Ribarič osiągnęła w 1992 roku, startując na mistrzostwach świata juniorów w Mariborze. Zdobyła tam brązowy medal w gigancie, w którym wyprzedziły ją jedynie Niemka Regina Häusl oraz inna Słowenka, Špela Pretnar. Na tej samej imprezie Ribarič była także siódma w zjeździe. Na rozgrywanych rok później mistrzostwach świata juniorów w Montecampione zajęła trzynaste miejsce w supergigancie. W zawodach Pucharu Świata zadebiutowała 4 grudnia 1993 roku w Tignes, zajmując 39. miejsce w zjeździe. Nigdy nie zdobyła punktów do klasyfikacji generalnej. Nie brała także udziału w mistrzostwach świata ani igrzyskach olimpijskich.
Ribarič zginęła w wypadku samochodowym 16 kwietnia 1994 roku. Miała 20 lat.

## Osiągnięcia

### Mistrzostwa świata juniorów
| Miejsce | Dzień     | Rok  | Miejscowość   | Konkurencja | Czas biegu  | Strata  | Zwyciężczyni    |
| ------- | --------- | ---- | ------------- | ----------- | ----------- | ------- | --------------- |
| 7.      | 25 lutego | 1992 | Maribor       | Zjazd       | 1:21,68 min | +0,94 s | Céline Dätwyler |
| 3.      | 27 lutego | 1992 | Maribor       | Gigant      | 1:56,37 min | +0,28 s | Regina Häusl    |
| 13.     | 5 marca   | 1993 | Montecampione | Supergigant | 1:39,23 min | +2,21 s | Isolde Kostner  |

### Puchar Świata

#### Miejsca w klasyfikacji generalnej
- sezon 1993/1994: -

#### Miejsca na podium
Ribarič nigdy nie stanęła na podium zawodów PŚ.